# (1648) Shajna
(1648) Shajna es un asteroide perteneciente al cinturón de asteroides descubierto el 5 de septiembre de 1935 por Pelagueya Fiodórovna Shain desde el observatorio de Simeiz en Crimea.
Está nombrado en honor de Grigori Abramóvich Shain y Pelagueya Fiodórovna Shain, astrónomos del observatorio de Simeiz.